# Dawn French
Dawn Roma French (Holyhead, Wales, 11 oktober 1957) is een Britse comédienne, actrice en schrijfster. Ze is het meest bekend als helft van het komische duo French and Saunders.

## Carrière
Dawn French is in 1957 geboren in Holyhead in Wales en kreeg voor het eerst bekendheid als lid van The Comic Strip. Daarvoor had ze al opgetreden met Jennifer Saunders, die ze op de Central School of Speech and Drama in Londen had ontmoet. Zij sloten zich beiden aan bij het collectief dat zou uitgroeien tot de meest toonaangevende cabaretiers van hun generatie.
Vanaf 1982 verscheen Dawn French met The Comic Strip op televisie in de serie The Comic Strip Presents… Ze maakten persiflages op bekende film- en televisiegenres wat ‘alternative comedy’ werd genoemd. De serie was succesvol en won een Gouden Roos op het festival van Montreux. De deelname van zowel French als Saunders was een belangrijke factor in het succes van de serie, omdat de Britse comedy tot dan toe was overheerst door mannen (bijvoorbeeld Monty Python) en de weinige vrouwelijke rollen waren doorgaans onbelangrijk (bijvoorbeeld in Fawlty Towers). French en Saunders doorbraken dat patroon.
Na opnieuw met Saunders te hebben gewerkt in de series Girls On Top en Happy Families, besloten samen in 1987 de sketch show French & Saunders te maken. Het programma werd goed bekeken en werd door critici omschreven als vernieuwend. De serie was in zoverre innovatief dat het programma de vrouwelijke ervaring en de representatie van vrouwen in de media centraal stelden, zonder zich specifiek tot een vrouwelijk publiek te richten.
Solo speelde French onder meer in de comedies Murder Most Horrid (een satirisch commentaar op detectiveseries), The Vicar of Dibley en Wild West. Ook acteerde ze in verschillende BBC drama’s. Ze speelde in 2004 de ‘Dikke Dame’ in de verfilming van Harry Potter en de Gevangene van Azkaban.
Naast een aantal theatertournees met Saunders, speelde ze ook in verschillende andere drama en komedie toneelstukken.
Als succesvolle, dikke vrouw probeert ze een lans te breken voor het idee dat dik ook mooi kan zijn. Dat komt onder meer tot uitdrukking in het feit dat ze een eigen kledinglijn heeft voor grote maten, ‘Sixteen47’, waarin zwaardere vrouwen er mooi uitzien. De naam is afgeleid van het statistische gegeven dat 47 procent van de Britse vrouwen maat 16 (42 in het Nederlandse matenstelsel) of groter heeft.
In 2001 weigerde ze samen met comedy-partner Jennifer Saunders een Order of the British Empire, het Britse equivalent van een lintje.

In 2003 was ze opgenomen in een lijst van The Observer als een van de vijftig grappigste acts in Britse comedy.
Dawn French was van 1984 tot 2010 getrouwd met Lenny Henry, die ze bij The Comic Strip ontmoette. In 1991 adopteerden zij hun dochter Billie.

## Acteerwerk

### Theater
- 19?? When I was a girl I used to scream and shout
- 1991 An evening with French and Saunders
- 19?? Silly cow
- 19?? Me and Mamie O’Rourke
- 1997 Side by side by Sondheim
- 1997 When we are married
- 1997 Then again
- 2000 French & Saunders Live in 2000
- 2001 A midsummer night's dream
- 2003 My brilliant divorce

## Scenario’s
- 1982 The Comic Strip Presents… (Consuela & Summerschool)
- 1983 An Evening for Nicaragua
- 1985 Girls On Top
- 1987 French and Saunders